# Cardozo (Uruguay)
Pour les articles homonymes, voir Cardozo.
Cardozo ou Cardoso est une ville de l'Uruguay située dans le département de Tacuarembó. Sa population est de 47 habitants.

## Histoire
La ville a été fondée en 1889.

## Population
| Année | Population |
| ----- | ---------- |
| 1963  | 150        |
| 1975  | 143        |
| 1985  | 85         |
| 1996  | 66         |
| 2004  | 47         |

Référence,: